# Calyptranthes cephalantha
Calyptranthes cephalantha är en myrtenväxtart som beskrevs av Otto Karl Berg. Calyptranthes cephalantha ingår i släktet Calyptranthes och familjen myrtenväxter. Inga underarter finns listade i Catalogue of Life.